# Glicemie
Glicemia reprezintă concentrația glucozei în sângele circulant , reglementată pe cale neurohormonală.
Mecanismele de autoreglare ale organismelor animalelor mențin glicemia relativ constantă, la valori în jur de 1 gram de glucoză la litru. În felul acesta sângele aduce permanent organelor și țesuturilor cantitățile necesare de glucoză sangvină. 
Reglarea nivelului sangvin al glucozei se face prin unele substanțe, de natură mai ales hormonală. Unele micșorează glicemia, cum ar fi insulina, iar altele o cresc, cum ar fi glucagonul, adrenalina și hormonul de creștere. 
Valoarea normală a glicemiei este între 4,4 și 6,7 milimoli pe litru de sânge (corespunde la 0,8 - 1,2 grame pe litru), atunci când analiza se face pe sângele recoltat dimineața, pe nemâncate.

Valoarea trebuie să fie de cel puțin 6,7 milimoli pe litru (1,2 grame pe litru) la două ore după luarea unei mese.

## Deviații
Devierea de la valorile considerate normale poate fi în sensul diminuării sau creșterii concentrației de glucoză:
- Hipoglicemia (diminuarea glicemiei) determină transpirații, slăbiciune și poate ajunge până la pierderea cunoștintei dacă scăderea este importantă. Starea hipoglicemică ia naștere de obicei în timp scurt, de ordinul a 1/2 - 1 oră. De aceea trebuie tratată urgent și anume:
  - dacă bolnavul este conștient: prin administrarea orală de glucoză și băuturi sau alimente conținând glucoză
  - dacă bolnavul este inconștient: prin injectare de glucagon.
- Hiperglicemia (creșterea glicemiei) este unul dintre simptomele caracteristice diabetului. Starea hiperglicemică ia naștere treptat de-a lungul a mai multor ore și poate persista mai multă vreme. Se tratează printr-un regim alimentar cu puține glucide și, la nevoie, prin administrarea de medicamente hipoglicemiante orale; în unele cazuri mai grave, ca la diabetul de tip 1, și prin injectarea de insulină.

Bolnavii de diabet pot eventual înlocui dulciurile (conținând zaharuri) cu unele alimente ca de ex. tuberculii plantei numită topinambur, deoarece aceștia conțin oligozaharidul inulină a cărui metabolizare și utilizare celulară nu este dependentă de insulină. Alte măsuri dietetice sunt consumul de fructoză în loc de alte dulciuri, precum și consumarea de dulciuri normale dar numai în cantități mici și numai împreună cu grăsimi (pentru încetinirea resorbției în sânge).

## Vezi și
- Glicogen
- Glucometru
- Rezistența la insulină